# La sfera e la croce
La sfera e la croce (The Ball and the Cross) è un romanzo allegorico dello scrittore inglese G. K. Chesterton pubblicato per la prima volta nel 1909.

## Trama
Inghilterra, inizi del Novecento. L'anziano eremita Michele e il professor Lucifero discutono assieme; quest'ultimo ha rapito il monaco e lo ha portato a bordo di un vascello volante di sua invenzione, per mostrargli la potenza della scienza e la perfezione della ragione, rappresentata da una sfera e l'irragionevolezza del cristianesimo e del suo simbolo, la croce.
A Londra, l'editore James Turnbull pubblica, tra l'indifferenza dei londinesi, la rivista L'ateo. Quando un cattolico scozzese, Evan Mac Jan, davanti alla vetrina della redazione di Turnbull legge alcune offese riguardanti la Madonna, rompe il vetro, si avventa sull'editore e lo sfida a duello. Questi accetta la sfida, felice di aver finalmente trovato qualcuno disposto a prendere sul serio le sue pubblicazioni e a battersi per i suoi principî. I due vengono però interrotti dalla polizia e condotti in tribunale. Qui il giudice rifiuta le giustificazioni di Mac Jan: non è possibile che un uomo si batta per la religione, per difenderla o per attaccarla; zittisce perciò lo scozzese non appena sente pronunciare la parola Dio e afferma che lo lascerebbe libero se fornisse altre motivazioni per giustificare il suo gesto. Turnbull riesce però a convincere il giudice a rilasciarli e, una volta liberati, iniziano un duello a colpi di spada.
La sfida non giungerà mai a termine, poiché i due vengono continuamente interrotti da numerosi personaggi che cercano di dissuaderli dal continuare un confronto inutile; i duellanti si trovano così costretti a fuggire per tutto il Paese, allontanandosi da una società che non vuole che la propria tranquillità venga turbata, che rifiuta di porsi domande, poiché ritiene che la religione non abbia alcun'influenza sulla vita quotidiana.
La fuga termina quando Turnbull e Mac Jan vengono rinchiusi nel manicomio costruito dal professor Lucifero, che ha mosso tutti i personaggi incontrati dai due protagonisti per impedire il duello e cancellarne dalle persone il ricordo; per ottenere questo, arriva a trasformare l'intera Gran Bretagna in un manicomio. Così facendo, gli unici sani di mente sono coloro che rifiutano d'interrogarsi e di prendere posizione.
Le domande poste dai protagonisti sono ormai sotto gli occhi di tutti; questo provoca una reazione da parte dei reclusi e la fuga dei servi di Lucifero. Nella confusione generale, nel manicomio scoppia un incendio, ma Turnbull e Mac Jan vengono salvati da Michele, anch'egli rinchiuso da Lucifero.
Proprio la salvezza giunta inaspettatamente dall'eremita permette a Mac Jan di comprendere che il suo vero avversario non è l'ateo che s'interroga sul mondo, ma l'indifferente, rappresentato da Lucifero. Contemporaneamente, Turnbull si rende conto che fede (la croce) e ragione (la sfera) non sono in conflitto, ma ciascuna necessita dell'altra.

## Edizioni
- G.K. Chesterton, La sfera e la croce, traduzione di Gino Cornali Milano, Alpes, 1927.
- G.K. Chesterton, La sfera e la croce, traduzione di Paolo Morganti, Morganti Editori, 2010, ISBN 978-88-95916-25-5.